# Eutornus
Eutornus (лат.) — род жуков-листоедов (Chrysomelidae) из трибы земляные блошки (Alticini, Galerucinae). 8 видов. Африка и остров Мадагаскар. Мелкие жуки (около 5 мм) желтовато-коричневого цвета (надкрылья коричневые с черными отметинами). Обладают прыгательными задними ногами с утолщёнными бёдрами. Усики 11-члениковые (3-й сегмент короче первого). Лоб гладкий. Пронотум поперечный. Надкрылья субпараллельные. Питаются растениями.
- Eutornus africanus Clark, 1860typus
- Eutornus dilatatus  (Dalman, 1823)
- Eutornus taeniatus  (Laboissiere, 1941)
- другие виды